# Potentilla karakoramica
Potentilla karakoramica es una especie de planta del género Potentilla, perteneciente a la familia Rosaceae.

## Taxonomía
Potentilla karakoramica fue descrita por Jiří Soják en 1966.

## Distribución
Se encuentra en el territorio del Himalaya occidental.